# 로버트 헤어
로버트 헤어(Robert D. Hare, 1934년 ~ )는 캐나다의 범죄 심리학자이다. 헤어는 사이코패스 사례 판단에 자주 사용되곤 하는 '헤어 사이코패스 체크리스트'(PCL-Revised)를 개발했다.